# Károly Csapó
Károly Csapó (Agyagosszergény, 23 febbraio 1952) è un ex calciatore ungherese, di ruolo centrocampista.

## Carriera

### Club
Nei primi anni settanta crebbe nel Sopron.
Giocò quasi sempre nella squadra ungherese del Tatabánya, dagli esordi professionistici nel 1974 al 1988, giocando 314 partite con 79 reti. Ebbe anche due parentesi francesi, a Tolosa (1982-1983) e Grenoble (1983-1986).

### Nazionale
Negli anni settanta e ottanta giocò nella Nazionale di calcio ungherese, partecipando a due edizioni dei Mondiali (1978 e 1982). La prima volta si laureò marcatore del primo gol della manifestazione (sarà anche l'unico della sua carriera nazionale), segnando dopo 8 minuti ai padroni di casa dell'Argentina nella gara d'apertura. Ottenne 19 presenze e segnò una rete nel periodo 1974-1982.

## Palmarès

### Club

#### Competizioni internazionali
- Coppa Piano Karl Rappan: 1

Tatabánya: 1987